# Libyan Investment Authority
Libyan Investment Authority (LIA) es una entidad estatal de Libia que se encarga de gestionar fondos de inversión, que por la naturaleza de sus actuaciones de inversión, se consideran clasificada en entornos financieros con denominación de Fondo de Inversión Soberano.

## Historia
Fue fundada el 28 de agosto de 2006 por el gobierno de Muammar al-Gaddafi para, según fuentes oficiales, poder gestionar las plusvalías nacionales provenientes de los recursos petroliferos.
LIA es oficialmente responsable de las inversiones del Libyan Arab Foreign Investment Company and Oilinvest. Otras actividades de LIA están relacionadas con el ESDF (Economic and Social Development Fund), que maneja las inversiones en Libia para beneficio de la población nacional según manifestaciones oficiales de dicha entidad.